# Palomas (Extremadura)
Palomas egy község Spanyolországban, Badajoz tartományban. Palomas Alange, Oliva de Mérida, Puebla de la Reina és Ribera del Fresno községekkel határos. Lakosainak száma 662 fő (2024).

## Népesség
A település népessége az utóbbi években az alábbiak szerint változott:
| Lakosok száma | 699  | 728  | 703  | 701  | 697  | 698  | 700  | 678  | 673  | 662  |
|               | 2001 | 2004 | 2006 | 2009 | 2011 | 2014 | 2016 | 2019 | 2021 | 2024 |